# Speedball (seria)
Speedball – seria gier komputerowych wydanych przez Bitmap Brothers na Amigę, Atari ST/Atari STE, PC, Commodore C64 i inne komputery.

## Speedball
Gra wydana na Atari ST w 1988, przeniesiona na  Amigę, PC (DOS), Commodore 64 i Sega Master System. Została też wydana pod nazwą Klashball na NES. W grze widać wiele nawiązań do filmu Rollerball.

## Speedball 2: Brutal Deluxe
Gra odniosła duży sukces. Została wydana w 1991, przeniesiona na Amigę, Acorn Archimedes, IBM-PC, Atari ST, Commodore 64, Sega Mega Drive/Genesis, Master System, Game Boy i Game Boy Advance.
W 2007 wyszła wersja na Xbox dystrybuowana przez Xbox Live Arcade. Dodano w niej grafikę 3D, lecz istnieje również możliwość wyboru klasycznego widoku 2D.

## Speedball 2100
Wydana na PlayStation w 2000 roku. Przeniosła klasyczną rozgrywkę na nowoczesną w swoich latach konsolę. Gracz wciąż miał dostęp do 16 drużyn a długość każdego meczu to 180 sekund. Tym razem jednak cała gra została wzbogacona o trójwymiarową oprawę graficzną.

## Speedball 2: Tournament
Najnowsza gra z serii Speedball. Ukazała się na świecie 23 listopada 2007 roku, natomiast premierę w Polsce miała w dniu 20 marca 2008 za sprawą firmy Nicolas Games. Liczbę zespołów, jakie gracz miał do dyspozycji w poprzedniej edycji, powiększono dwukrotnie. Gra posiada ponadto bardzo bogate zaplecze sieciowe, między innymi dzięki wsparciu systemu Steam. 
Gra nawiązuje do swojej poprzedniczki także możliwością przeniesienia niemal niezmienionego sterowania do nowej rozgrywki. Umożliwia to opcja Sterowania Klasycznego, dzięki któremu, podobnie, jak przed laty, większość czynności wykonujemy jedynie jednym przyciskiem. Sterowanie to jest opcjonalne.